# هجوم مركز قيادة القوات الجوية الأوكرانية
في 25 مارس 2022، شنت القوات الروسية غارة جوية على مركز قيادة القوات الجوية الأوكرانية، الذي يقع في فينيتسا، أوكرانيا. تكونت الغارة الجوية من ستة صواريخ كروز تسببت في دمار كبير للبنية التحتية.